# Olympic Club de Safi
El Olympic Club de Safi o simplemente OC Safi es un equipo de fútbol de Marruecos que milita en la GNF 1, la liga de fútbol más importante del país.

## Historia
Fue fundado en el año 1921 en la ciudad de Safi con el nombre US Safi, y nunca ha sido campeón de la máxima categoría del país, ni tampoco han podido ganar la Copa del Trono, siendo su máximo logro el haber disputado la Liga de Campeones Árabe del 2005-06, en la cual avanzaron hasta la segunda ronda.

## Palmarés
- Copa del Trono: 1

2024
- GNF 2: 1

2003/04

## Participación en competiciones de la UAFA
- Liga de Campeones Árabe: 2 apariciones

2005/06 - Segunda ronda
2019/20 - Fase de grupos